# 稲葉陽二
稲葉 陽二（いなば ようじ、1949年〈昭和24年〉6月10日 - ）は、日本の経済学者。専門は、日本経済、ソーシャル・キャピタル。現日本大学法学部教授、経済産業省産業構造審議会臨時委員、独立行政法人新エネルギー・産業技術総合開発機構技術委員、地方独立行政法人東京都健康長寿医療センター協力研究員。

## 学歴
1973年京都大学経済学部卒業。1978年、スタンフォード大学経営大学院修士課程修了 (MBA)。2015年、博士（学術）（筑波大学）。

## 職歴
1973年、日本開発銀行（現日本政策投資銀行）入行。経済協力開発機構(OECD)、国際エネルギー機関 (IEA)、日本開発銀行ワシントン首席駐在員、財団法人日本経済研究所常務理事、電気事業審議会専門委員、日本政策投資銀行設備投資研究所所長、中央大学法学部非常勤講師、日本女子大学家政学部経済学科非常勤講師、立教大学大学院社会学研究科特別講師などを経て、現職。日本NPO学会、日本経済政策会理事、日本計画行政学会副会長などを歴任。

## 学説
専門は、日本経済論、ソーシャル・キャピタル論。ソーシャル・キャピタル（社会関係資本）の概念について「心の外部性を伴う信頼・規範・ネットワーク」と定義している。ソーシャル・キャピタルの外部性について5つの特徴を指摘しているが、特に市場に内部化すると、むしろ毀損してしまう点を強調している。格差がソーシャル・キャピタルを毀損すること、ソーシャル・キャピタルは健康の規定要因であることなどを実証研究から主張している。

## 所属学会
- 社会政策学会
- 日本経済政策学会
- 日本行動計量学会
- 日本NPO学会
- 日本財政学会
- 経済社会学会
- 地区防災計画学会
- 人工知能学会
- 日本公衆衛生学会
- 日本計画行政学会

## 著書

### 単著
- 『「中流」が消えるアメリカ』（日本経済新聞社、1996年）
- 『良いリストラ 悪いリストラ「所得格差の国」』（日本経済新聞社、2001年）
- 『ソーシャル・キャピタル入門』（中央公論新社、2011年）
- 『企業不祥事はなぜ起きるのか――ソーシャル・キャピタルから読み解く組織風土』（中央公論新社、2017年）

### 共著
- 『日本の潜在成長力』（日本経済新聞社、1994年）
- 『日本経済と信頼の経済学』（東洋経済新報社、2002年）
- 『社会投資ファンド PFIを超えて』(有斐閣、2004年)
- 『ソーシャル・キャピタルの潜在力』（日本評論社、2008年）
- 『ソーシャル・キャピタルのフロンティアーその到達点と可能性』（ミネルヴァ書房、2011年）
- 『日本経済論』（弘文堂、2012年）
- 『ソーシャル・キャピタルで解く孤立問題ー重層的対応とソーシャルビジネスへの展望』（ミネルヴァ書房、2013年）
- 『ソーシャル・キャピタル「きずな」の科学とは何か』（ミネルヴァ書房、2014年）
- 『経済社会学キーワード集』（ミネルヴァ書房、2015年）
- 『就労支援で高齢者の社会的孤立を防ぐ―社会参加の促進とQOLの向上』（ミネルヴァ書房、2016年）
- 『叢書ソーシャル・キャピタル第1巻 ソーシャル・キャピタルの世界――学術的有効性・政策的含意と統計・解析手法の検証』（ミネルヴァ書房、2016年）
- 『都市祭礼文化の継承と変容を考える―ソーシャル・キャピタルと文化資本』（ミネルヴァ書房、2016年）

### 翻訳
- Eric M. Uslaner『不平等の罠 腐敗・不平等と法の支配』（日本評論社、2011年）
- Kawachi I,Takao S,Subramanian S.V『ソーシャル・キャピタルと健康政策―地域で活用するために』（日本評論社、2013年）